# ジュリエット・ライランス
ジュリエット・ライランス（Juliet Rylance, 本名：ジュリエット・ヴァン・カンペン (Juliet van Kampen)、1979年7月26日 - ）は、イングランドの女優。
ロンドン出身。母は劇作家・演出家のクレア・ヴァン・カンペン、彼女の再婚相手で俳優・演出家のマーク・ライランスは継父。
王立演劇学校に学んだ後、舞台女優として高い評価を得る。その後、映画『フッテージ』や、テレビドラマ『The Knick/ザ・ニック』、『アメリカン・ゴシック 〜偽りの一族〜』、『マクマフィア』などで知られるようになる。
2008年にアメリカの俳優クリスチャン・カマルゴと結婚。

## 主な出演作品
| 公開年    | 邦題 原題                                           | 役名                           | 備考                       |
| --------- | --------------------------------------------------- | ------------------------------ | -------------------------- |
| 2012      | フッテージ Sinister                                 | トレイシー・オズワルト         |                            |
| 2012      | フランシス・ハ Frances Ha                           | ジャネル                       |                            |
| 2014      | ブロークン・ポイント Days and Nights                | エヴァ                         | 兼製作                     |
| 2014-2015 | The Knick/ザ・ニック The Knick                      | コーネリア・ロバートソン       | テレビドラマ、20エピソード |
| 2015      | フッテージ デス・スパイラル Sinister 2              | トレイシー・オズワルト         |                            |
| 2016      | アメリカン・ゴシック 〜偽りの一族〜 American Gothic | アリソン・ホーソーン＝プライス | テレビドラマ、13エピソード |
| 2017      | 僕のワンダフル・ライフ A Dog's Purpose              | エリザベス                     |                            |
| 2018      | マクマフィア McMafia                                | レベッカ・ハーパー             | テレビドラマ、8エピソード  |
| 2020-2023 | ペリー・メイスン Perry Mason                        | デラ・ストリート               | テレビドラマ、9エピソード  |